# Communes de la province d'Ancône
- Haut – A
- B
- C
- D
- E
- F
- G
- H
- I
- J
- K
- L
- M
- N
- O
- P
- Q
- R
- S
- T
- U
- V
- W
- X
- Y
- Z

## A
- Agugliano
- Ancône
- Arcevia

## B
- Barbara (Italie)
- Belvedere Ostrense

## C
- Camerano
- Camerata Picena
- Casine
- Castelbellino
- Castelfidardo
- Castelleone di Suasa
- Castelplanio
- Cerreto d'Esi
- Chiaravalle
- Corinaldo
- Cupramontana

## F
- Fabriano
- Falconara Marittima
- Filottrano

## G
- Genga

## J
- Jesi

## L
- Loreto

## M
- Maiolati Spontini
- Mergo
- Monsano
- Monte Roberto
- Monte San Vito
- Montecarotto
- Montemarciano
- Morro d'Alba

## N
- Numana

## O
- Offagna
- Osimo
- Ostra
- Ostra Vetere

## P
- Poggio San Marcello
- Polverigi

## R
- Rosora

## S
- San Marcello
- San Paolo di Jesi
- Santa Maria Nuova
- Sassoferrato
- Senigallia
- Serra San Quirico
- Serra de' Conti
- Sirolo
- Staffolo

## T
- Trecastelli